# Pascale Vignal
Pour les articles homonymes, voir Vignal.
Pascale Vignal est une actrice française.

## Filmographie

### Cinéma
- 1984 : Un dimanche à la campagne de Bertrand Tavernier
- 1986 : Autour de minuit de Bertrand Tavernier
- 1989 : Sans défense de Michel Nerval
- 1989 : La Vie et rien d'autre de Bertrand Tavernier
- 1993 : De force avec d'autres de Simon Reggiani
- 1997 : Le Cousin d'Alain Corneau
- 2007 : Les Yeux bandés de Thomas Lilti
- 2023 : Toi non plus tu n'as rien vu de Béatrice Pollet

### Télévision
- 1984 : Les Cinq Dernières Minutes, épisode La Quadrature des cercles de Jean-Pierre Richard
- 1993 : L'Instit, épisode 1-01, Les chiens et les loups, de François Luciani : Madeleine Cayrol
- 1996 : Maigret tend un piège : Marthe
- 2015 : La Vie devant elles de Gabriel Aghion